# Erland Johnsen
Pour les articles homonymes, voir Johnsen.
Erland Johnsen, né le 5 avril 1967 à Moss (Norvège), est un footballeur norvégien, qui évoluait au poste de défenseur central au Chelsea Football Club et en équipe de Norvège.
Johnsen a marqué deux buts lors de ses dix-neuf sélections avec l'équipe de Norvège entre 1988 et 1995.

## Carrière
- 1983-1988 : Moss FK
- 1988-1989 : Bayern Munich
- 1989-1997 : Chelsea Football Club
- 1997-1998 : Rosenborg BK
- 1998-1999 : Strømsgodset IF

## Palmarès

### En équipe nationale
- 19 sélections et 2 buts avec l'équipe de Norvège entre 1988 et 1995.
- Participation à la coupe du monde 1994.

### Avec Moss FK
- Vainqueur du Championnat de Norvège de football en 1987.
- Vainqueur de la Coupe de Norvège de football en 1983.

### Avec le Bayern de Munich
- Vainqueur du Championnat d'Allemagne de football en 1989.

### Avec Chelsea
- Vainqueur de la Coupe d'Angleterre de football en 1997.

### Avec Rosenborg BK
- Vainqueur du Championnat de Norvège de football en 1998.